# Estadio Nacional Dennis Martínez
Stadion Narodowy Dennis Martínez – znajduje się w Managui w Nikaragui. Został nazwany na cześć byłego gracza Major League Baseball Dennisa Martíneza.
Stadion został wybudowany w 1948 roku i jest stadionem narodowym Nikaragui. Jest używany głównie do baseballu, ale służy również jako miejsce koncertów, meczów piłki nożnej, wydarzeń religijnych i ma pojemność 30 100 osób. Jest to domowa arena klubu baseballowego Indios del Boer i klubu piłkarskiego Deportivo Walter Ferretti. Na terenie stadionu przy wejściu znajduje się galeria sławy pokazująca medale, puchary, zdjęcia i wspomnienia nikaraguańskich graczy. Wewnątrz obiektu znajduje się również siłownia.